# 熱隆河

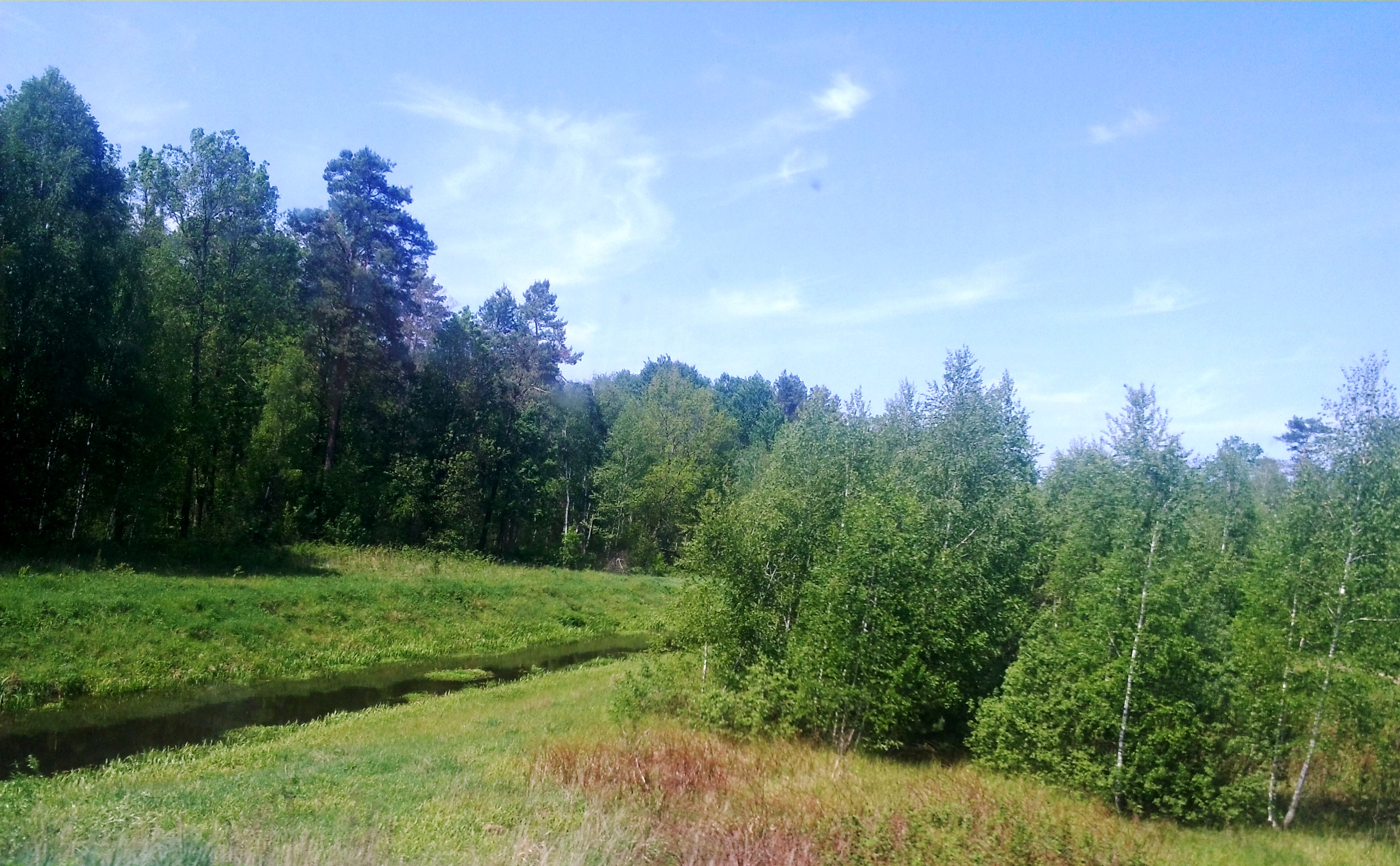
熱隆河

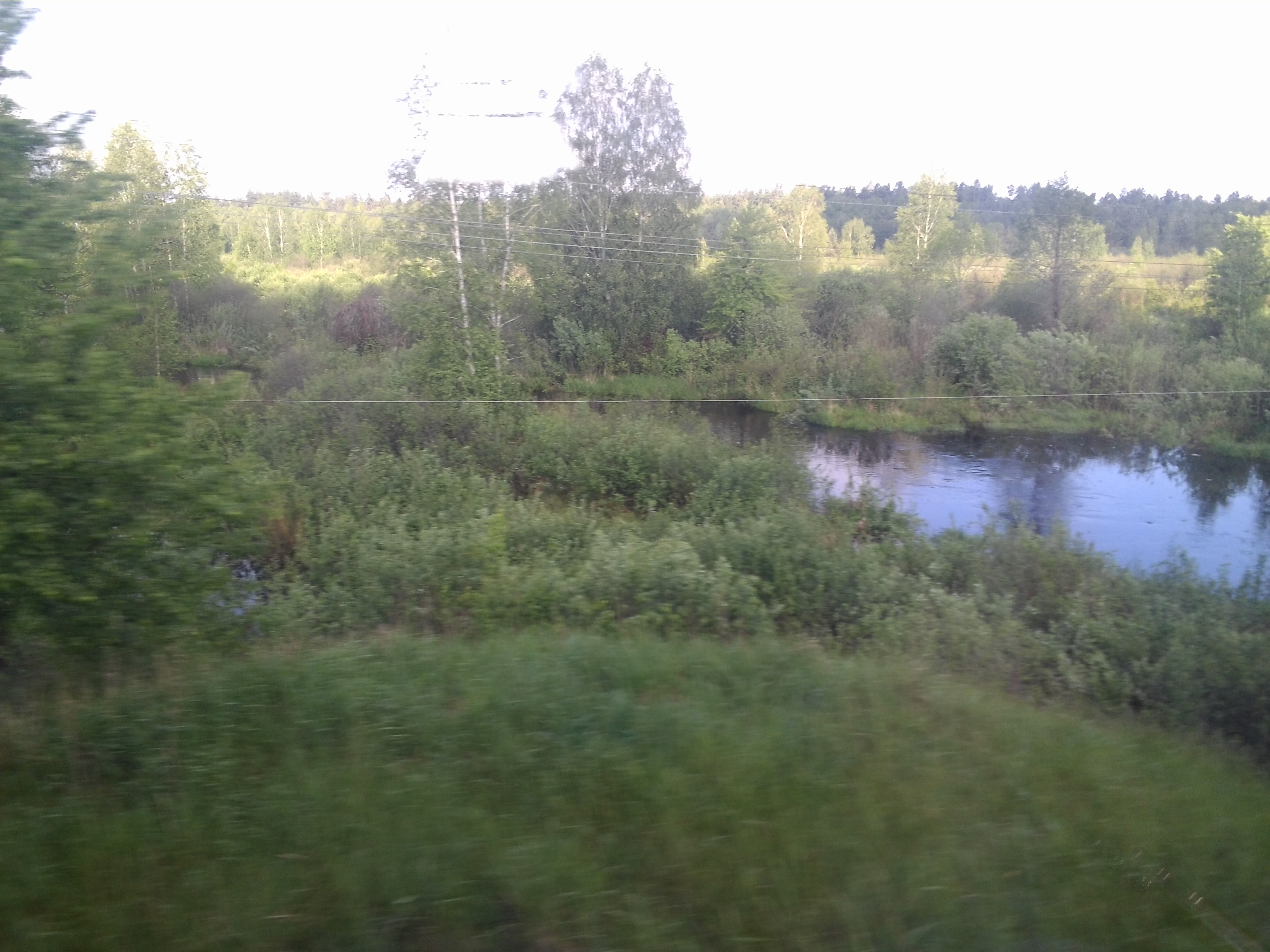
熱隆河

熱隆河（烏克蘭語：Жолонь）是烏克蘭和白俄羅斯的河流，屬於普里皮亞季河的右支流，流經日托米爾州和戈梅利州，河道全長113公里，流域面積1,460平方公里。